# Trangan
Trangan – wyspa we wschodniej Indonezji, największa w archipelagu Wysp Aru na Morzu Arafura (pozostałe wyspy to Kobroor i Wokam). Znajduje się w prowincji Moluki. Ma powierzchnię 2148,5 km². Długość wybrzeża to 403,1 km, a maksymalna wysokość to 91 m n.p.m. Leży najdalej na południe z trzech głównych wysp archipelagu.